# Улиук (Тимиш)
Улиук (рум. Uliuc) насеље је у Румунији у округу Тимиш у општини Сакошу Турческ. Oпштина се налази на надморској висини од 92 m.

## Прошлост
По "Румунској енциклопедији" место се први пут помиње 1723. године. Задесила га је катастрофална поплава Тамиша 1877. године.
Аустријски царски ревизор Ерлер је 1774. године констатовао да место припада Брзавском округу, Чаковачког дистрикта. Становништво је било претежно влашко. Године 1797. била су два православна свештеника у Уљуку. Пароси, поп Стефан Поповић (рукоп. 1781) и поп Јосиф Поповић (1780) служили су се румунским језиком.

## Становништво
Према подацима из 2002. године у насељу је живело 645 становника.

### Попис2002.
| Расподела становништва по националности 2002.‍ | Расподела становништва по националности 2002.‍ | Расподела становништва по националности 2002.‍ | Расподела становништва по националности 2002.‍ | Расподела становништва по националности 2002.‍ |
| --------------------------------------------- | --------------------------------------------- | --------------------------------------------- | --------------------------------------------- | --------------------------------------------- |
|                                               |                                               |                                               |                                               |                                               |
| Румуни                                        | Румуни                                        |                                               | 556                                           | 86,3%                                         |
| Мађари                                        | Мађари                                        |                                               | 6                                             | 0,9%                                          |
| Роми                                          | Роми                                          |                                               | 76                                            | 11,8%                                         |
| Немци                                         | Немци                                         |                                               | 6                                             | 0,9%                                          |